# Rivière Buccament
 (juin 2020).
La rivière Buccament est une rivière située au sud-ouest de Saint-Vincent-et-les-Grenadines. Elle prend sa source sur les pentes ouest du Grand Bonhomme, coulant vers l'ouest pour atteindre la mer des Caraïbes près de la ville de Layou.